# Сидорук Олесь Юрійович
Олесь Юрійович Сидорук (*5 жовтня 1975, Київ) — український скульптор, дійсний член Національної спілки художників України (з 1996 року) і Royal British society of sculptors (з 2011 року).

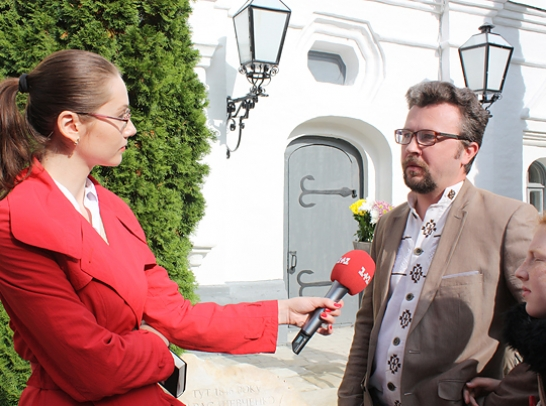

8 лютого 2013 року за ініціативи Артура Рудзицького, на будинку Інституту філології Київського Національного університету імені Тараса Шевченка у Києві (бульв. Шевченка, 14) було встановлено Пам'ятну дошку академіку В. М. Перетцу, авторства Олеся Сидорука та Бориса Крилова.

## Поточні проекти
Сьогодні "Творча майстерня Сидорука та Крилова" працюють у міжнародному проекті з відновлення надгробного пам'ятника князю Костянтину Івановичу Острозькому в Успенському соборі Києво-Печерської лаври, що відбувається за підтримки благодійного фонду "Корона князів Острозьких".

## Твори
- Пам'ятний знак Т. Г. Шевченку (у співавторстві, Київ, Аскольдова могила, 2014).
- Пам'ятник святителю Спиридону Тримифунтському (у співавторстві, Крим, Кореїз, 2012)
- Пам'ятний знак на честь Тараса Григоровича Шевченко (у співавторстві, Київська обл., селоПетрівське, 2012)
- «Гетьман Петро Сагайдачний» в м. Києві(2001)
- «Київський князь Святослав Хоробрий» (2003)
- «Київський князь Ярослав Мудрий» м. Київ (територія МАУП) (2004)
- скульптурний комплекс: Т. Г. Шевченко, Леся Українка, Богдан Хмельницький, Іван Франко, Григорій Сковорода, Петро Могила, м. Київ (територія МАУП) (2005)
- «Митрополит Петро Могила» в селі Михайлівка-Рубежівка (2007)
- Пам'ятник В'ячеславові Липинському в Києві (2007)
- «Київський князь Святослав Ігоревич» в селі Старі Петрівці Київської області (2008)
- «Жертвам голомору 1932 – 33 років» в місті Вишгороді Київської області (2008)
- пам'ятний знак Пилипу Орлику в місті Крістіанстад, Швеція (2011)
- скульптурний комплекс святим страстотерпцям Борису і Глібу в місті Вишгороді (2011)
- Монумент «Витязь Свободи» (2018)

### Меморіальні дошки
- Меморіальна дошка присвячена академіку НАН України О.Ситенко, (у співавторстві, Київ, 2014).
- Меморіальна дошка присвячена академіку Петербурзької АН та ВУАН Перетцу Володимиру Миколайовичу, Київ, 2013
- Меморіальна дошка присвячена  Ляшку Івану Івановичу. (у співавторстві, Київ, 2012)
- Меморіальна дошка присвячена  Ягупольському Леву Мойсейовичу. (у співавторстві, Київ, 2012)
- Меморіальна дошка присвячена Моцарю Анатолію Івановичу (у співавторстві, Київ, 2012)

## Галерея

Пам'ятний знак Т.Г.Шевченку Київ, Аскольдова могила, 2014 рік.
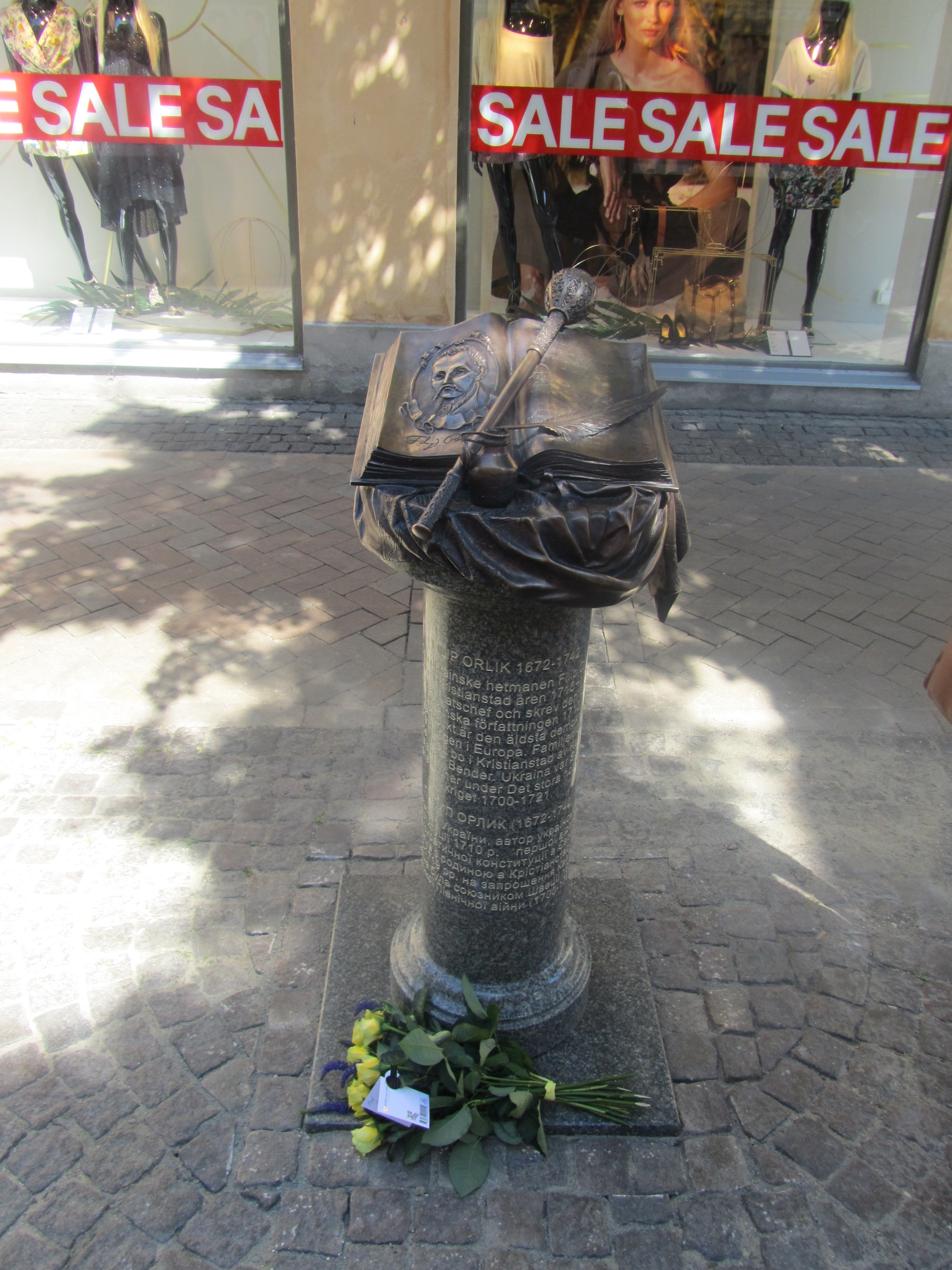
Пам'ятник Орлику в Крістіанстаді
Пам’ятник Князю Святославу. с. Старі Петрівці 2008 р.
Пам'ятник Петру могилі, Михайлівка-Рубежівка, 2008 рік
Пам'ятник Тарасові Шевченку, м. Київ.
Пам'ятник Петру Могилі, м. Київ.
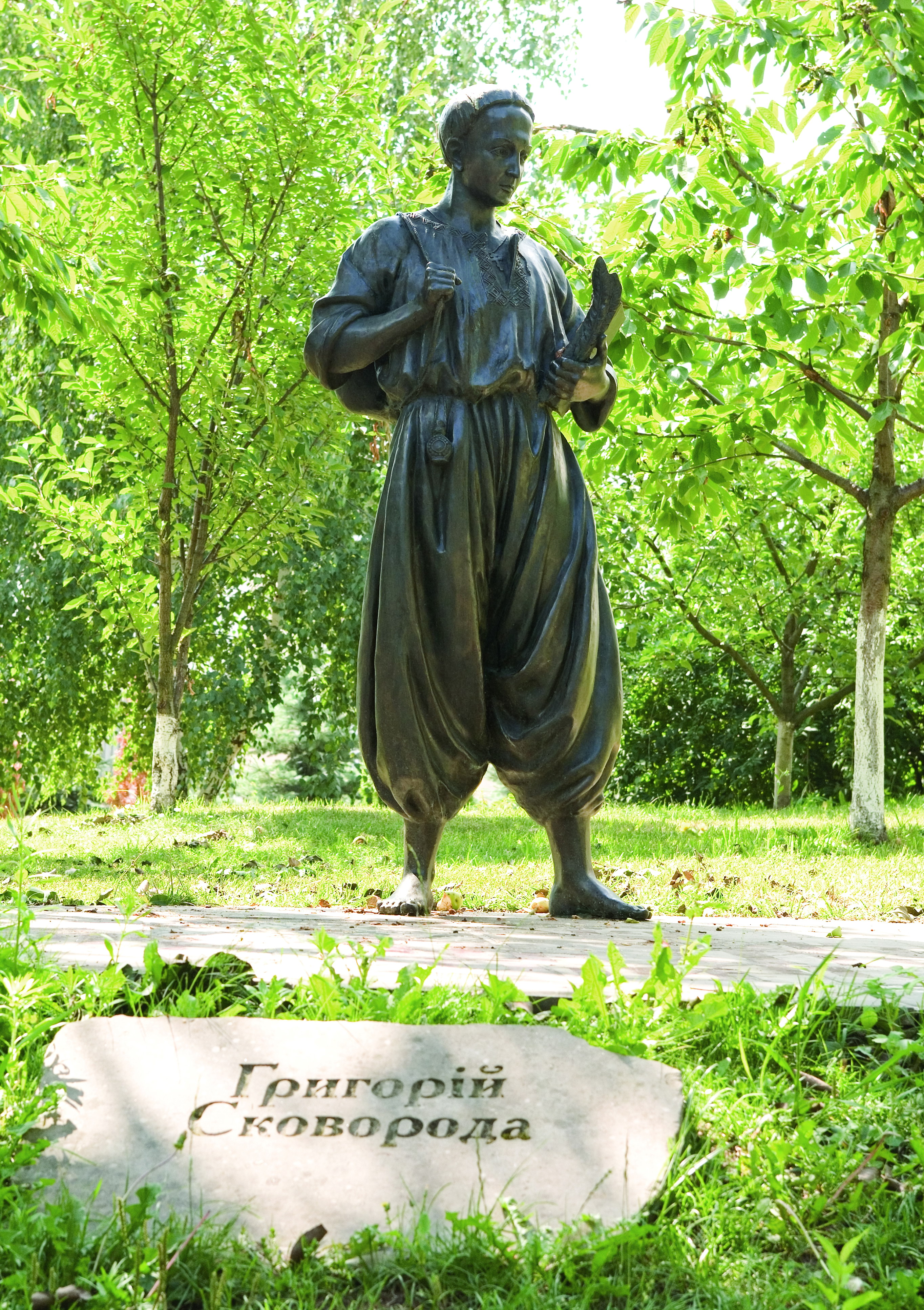
Пам'ятник Григорію Сковороді, м.Київ, МАУП, 2005 рік.
Пам'ятник Богдану Хмельницькому, м. Київ.
Пам'ятник В'ячеславу Липинському, м. Київ.
Пам'ятник Іванові Франку м. Київ.
Пам'ятник Ярославу Мудрому, м.Київ, МАУП, 2004 рік
Пам'ятник князю Святославу, м.Києві.
Пам'ятник жертвам Голодомору,   м. Київ.
Меморіальна дошка присвячена академіку НАН України О.Ситенко, Київ, 2014 рік.